# مورچه‌گیرک‌ها
مورچه‌گیرک‌ها (نام علمی: Myrmotherula) نام یک سرده از تیره مورچه‌مرغ است.

## گونه‌ها
گروه راه‌راه: 
- مورچه‌گیرک سبیل‌دار (Myrmotherula ignota)
- مورچه‌گیرک کوتوله (Myrmotherula brachyura)
- مورچه‌گیرک رگه‌دار گینه‌ای (Myrmotherula surinamensis)
- مورچه‌گیرک رگه‌دار آمازونی (Myrmotherula multostriata)
- مورچه‌گیرک آرام (Myrmotherula pacifica)
- مورچه‌گیرک شری (Myrmotherula cherriei)
- مورچه‌گیرک کلاگس (Myrmotherula klagesi)
- مورچه‌گیرک سینه‌راه‌راه (Myrmotherula longicauda)
- مورچه‌گیرک گلوزرد (Myrmotherula ambigua)
- مورچه‌گیرک اسکلیتر (Myrmotherula sclateri)

گروه خاکستری: 
- مورچه‌گیرک پهلوسفید (Myrmotherula axillaris)
- مورچه‌گیرک پهلونقره‌ای (Myrmotherula luctuosa)
- مورچه‌گیرک توسی (Myrmotherula schisticolor)
- مورچه‌گیرک ریو سونو (Myrmotherula sunensis)
- مورچه‌گیرک سالوادوری (Myrmotherula minor)
- مورچه‌گیرک بال‌دراز (Myrmotherula longipennis)
- مورچه‌گیرک دم‌نواری (Myrmotherula urosticta)
- مورچه‌گیرک ایهرینگ (Myrmotherula iheringi)
- مورچه‌گیرک ریو دژانیرو (Myrmotherula fluminensis)
- مورچه‌گیرک یونگاس (Myrmotherula grisea)
- مورچه‌گیرک تک‌رنگ (Myrmotherula unicolor)
- مورچه‌گیرک آلاگوآس (Myrmotherula snowi)
- مورچه‌گیرک بال‌ساده (Myrmotherula behni)
- مورچه‌گیرک خاکستری (Myrmotherula menetriesii)
- مورچه‌گیرک سربی (Myrmotherula assimilis)